# Л
La Л, minuscolo л, chiamata el, è una lettera dell'alfabeto cirillico. Rappresenta la consonante approssimante laterale alveolare /l/. Il suo fonema non esiste in italiano: si tratta di una L dura, pronunciata con la punta della lingua non al centro del palato (come la L italiana dolce) ma verso i denti.
| Lettera cirillica | Pronuncia IPA | Trascrizione scientifica | Trascrizione inglese | Trascrizione tedesca | Trascrizione francese |
| ----------------- | ------------- | ------------------------ | -------------------- | -------------------- | --------------------- |
| Л                 | /l/           | l                        | l                    | l                    | l                     |

Questa lettera deriva dalla lettera greca Lambda (Λ, λ). La Л maiuscola stampata appare come un cappello con il lato sinistro curvo ed il lato destro diritto. Non deve essere confusa con la П maiuscola stampata che ha entrambi i lati diritti.
È la tredicesima lettera della versione russa dell'alfabeto cirillico. Spesso, sia nella scrittura manuale che nei caratteri stampati, viene scritta come la lambda greca, anche per evitare confusioni con la П.